# José Antonio Pavón
José Antonio Pavón Jiménez o José Antonio Pavón (22 d'abril de 1754, Casatejada, Espanya—1840) va ser un botànic espanyol conegut per la seva recerca en la flora de Perú i Xile (com a Gongora) durant l'expedició promoguda per Carles III d'Espanya de 1777 a 1788. Durant el regnat de Carles III es van fer tres expedicions principals al Nou Món; Pavón i Hipólito Ruiz López van ser els botànics per la primera d'aquestes expedicions a Perú i Xile. Entre els epònims: Pavonia. Antoni Cavanilles li dedicà una malvàcia: Pavonia paniculata Cav.

## Obra
Conjuntament amb Hipólito Ruiz López:
- Florae peruvianae et chilensis prodromus ..., 1794
- Systema vegetabilium florae peruvianae chilensis, 1798
- Flora peruviana, et chilensis, sive descriptiones, et icones ..., 1798-1802